# Mobipunt

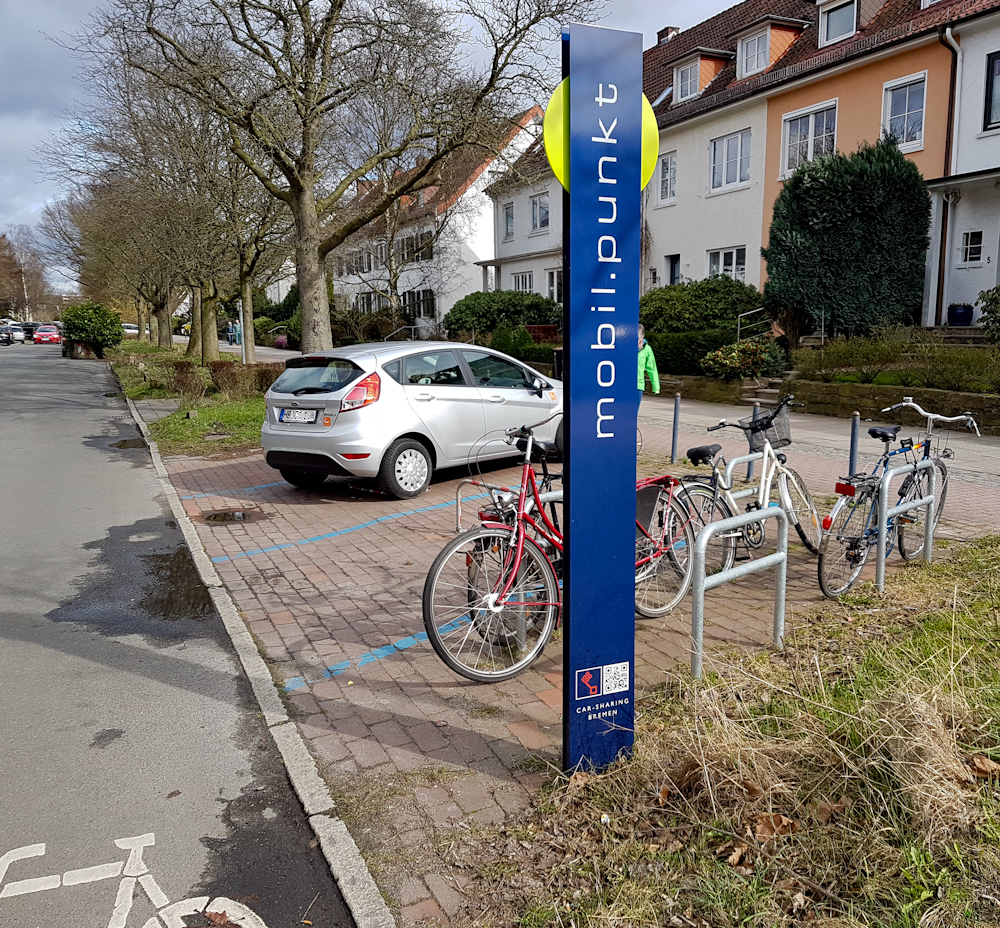
Mobil.punkt in Bremen

Een mobipunt of mobiliteitshub is een fysieke plaats waar verschillende vormen van mobiliteit en deelmobiliteit elkaar ontmoeten. Deze verzameling van mobiliteitsopties op één herkenbare locatie maakt combimobiliteit mogelijk. Daarnaast zijn er bij voorkeur ook andere diensten aanwezig, bijvoorbeeld een pakjesmuur.

## Geschiedenis
Mobipunten werden voor het eerst opgericht in de Duitse stad Bremen onder de naam Mobil.punkte als herkenbare autodeelstandplaatsen in het straatbeeld. Deze publieke mobiliteitsstations combineren een autodeelstandplaats op de openbare straat met een aanbod aan openbaar vervoer, gemakkelijke toegang voor fiets of wandelaar en taxi-standplaatsen. Het heeft als doel om de diensten dichter bij de gebruiker te brengen en de bereikbaarheid van de straat voor ziekenwagens of vuilniswagen te verbeteren door minder wagens in de straat te hebben.
Via het Europese project Share-North verspreidde dit concept zich verder naar andere Europese landen. In Bergen, Noorwegen, werd het eerste Mobilpunkt opgericht op 8 mei 2018.

## Inhoudelijke kadering concept
Elk mobipunt bevat een divers mobiliteitsaanbod, met bijvoorbeeld de mogelijkheid tot autodelen, fietsparkeren, fietsdelen of een publieke laadpaal. De gebruiker moet via een mobipunt een vlotte toegang hebben tot de verschillende vervoersmogelijkheden. Bovendien moet de gebruiker vlot kunnen overstappen van het ene vervoersmiddel op het andere. Onder meer nabijheid van openbaar of collectief vervoer speelt daarbij een belangrijke rol.
Mobipunten zijn een offline vorm van Mobility-as-a-Service (MaaS). MaaS is een verzamelnaam voor applicaties die een multimodale routeplanner bieden en het toelaten deze verschillende vervoerssystemen te combineren via 1 betalingssysteem.
Mobipunten vormen een essentiële schakel in combimobiliteit bij ketenverplaatsingen, alsook voor combimobiliteit in tijd, wat de gebruiker keuzevrijheid biedt: bv. vandaag met de bus, morgen met de fiets.
De oprichting van één of meerdere mobipunten zorgt voor positieve effecten op vlak van de modal shift: bij autodelers of carpoolers wordt het reflexmatig autogebruik omgezet in een doordacht autogebruik bv. Een mobipunt reduceert het aantal auto’s en laat het aantal verplaatsingen met de auto drastisch dalen, wat zo extra ruimte in de buurt creëert. Het aanbod van autodelen en fietsdelen zorgt bovendien voor meer omzet bij lokale handelaars.
De mobiliteitsfuncties worden dus ook gecombineerd met niet-mobiliteitsgerelateerde diensten, waardoor ook rekening moet gehouden worden met de bredere oriëntatie van een mobipunt:
- Openbare diensten, zoals lockers voor levering van pakjes, nabijheid van lokale handelaars of een speeltuin, dragen bij tot de sociale cohesie,
- Aangezien een gedeelde wagen gemiddeld 4 tot 8 wagens vervangt, moet de ruimtelijke ordening en ruimtelijke organisatie van een mobipunt (qua integratie, ontwikkeling en toegankelijkheid) in een buurt optimaal zijn. Het draagt bij aan een kwalitatieve publieke ruimte, waarbij combimobiliteit toegankelijk is voor iedereen.
- Milieuvoordelen worden hier ook aan gelinkt, want mobipunten leveren een belangrijke bijdrage aan de vermindering van de CO2-uitstoot.
- Via mobipunten wordt combimobiliteit toegankelijk en gebruiksvriendelijk, wat een antwoord biedt op het aanbod van een degelijke basismobiliteit.

## Mobipunten in Vlaanderen

logo Hoppin

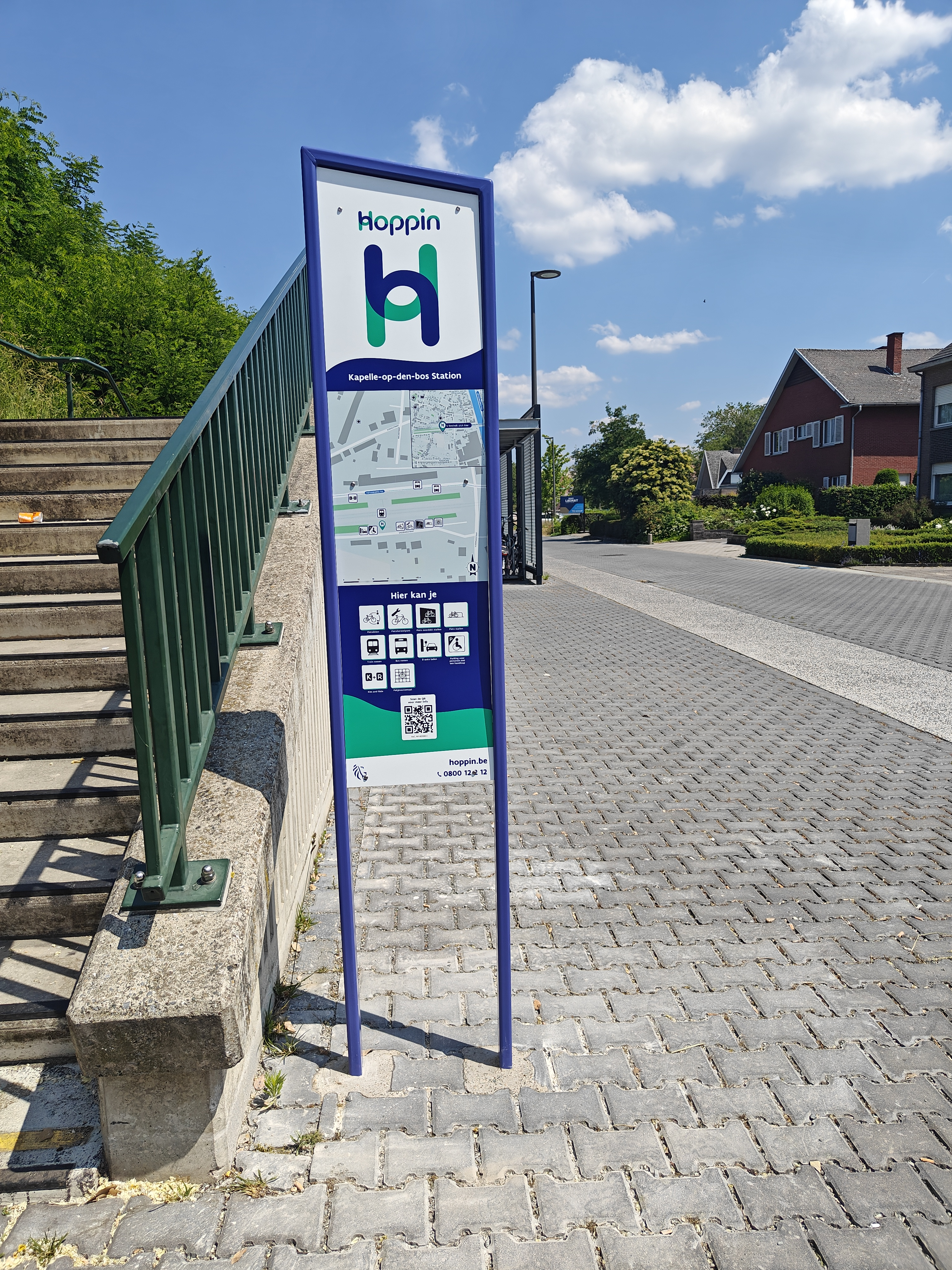
Hoppinzuil station Kapelle-op-den-Bos

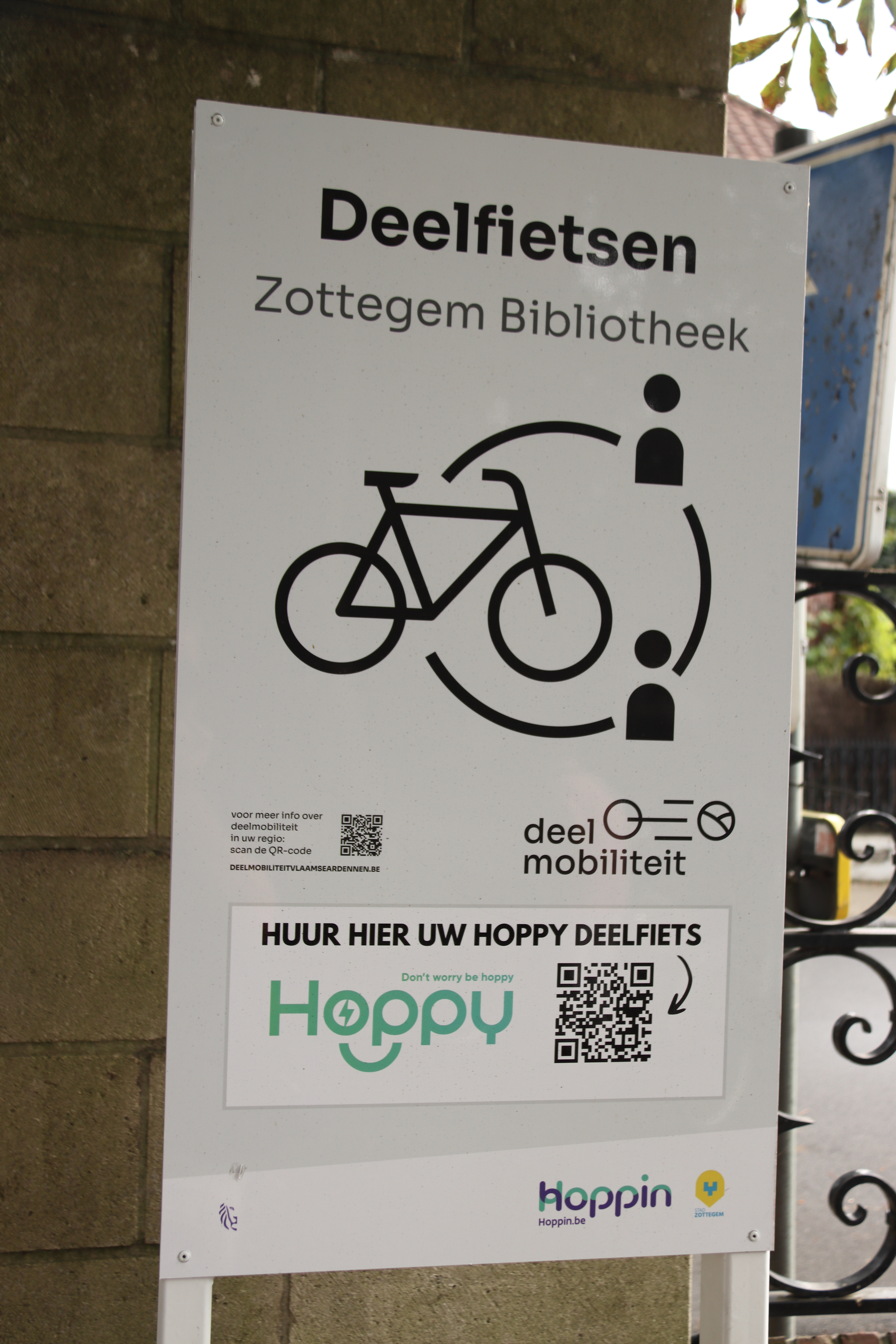
Hoppy-deelfietsen aan Hoppinpunt in Zottegem

### Geschiedenis
Taxistop, Autodelen.net en Infopunt Publieke Ruimte lanceerden als eerste het concept mobipunten in Vlaanderen in september 2017. In tegenstelling tot het Bremense concept, focussen de Vlaamse mobipunten op combimobiliteit en dus op meer dan één vervoersmogelijkheid.
Het eerste Belgische mobipunt werd in Deinze geopend op 27 februari 2018. Het eerste mobipunt gedragen door een private ontwikkelaar (Matexi) werd geopend op 6 september 2018 in Vilvoorde. Het eerste landelijke mobipunt werd ingehuldigd op 4 december 2018 in Glabbeek.
Sinds 2018 werd het concept van mobipunten verder gepromoot in Vlaanderen, dankzij de steun van het Vlaams Departement Mobiliteit en Openbare Werken (MOW). Met de effectieve oprichting van mobipunten in zes Vlaamse gemeenten (Deinze, Schoten, Brasschaat, Vilvoorde, Glabbeek en Nevele) en 50 gemeenten die plannen uitwerken, ontstond in 2019 een Vlaamse Beleidsvisie rond mobipunten. Mobipunten werden tevens opgenomen in het nieuwe Vlaamse decreet basisbereikbaarheid.

### Mobipuntenmatrix
Er zijn verschillende locaties om mobipunten op te richten. De vervoerregioraad neemt de regierol op voor de (inter)regionale mobipunten, de lokale overheid voor de lokale en buurtmobipunten
In de Vlaamse Beleidsvisie wordt een set van richtlijnen geschetst om tot een kwalitatief mobipunt te komen. Deze richtlijnen zijn afhankelijk van het type mobipunt. Daarom gebruiken we de mobipuntenmatrix om deze richtlijnen te differentiëren.

### Herkenbaarheid
Anno 2019 bestaan in Vlaanderen op veel locaties autodeelstandplaatsen, met extra functies. Deze zijn op zich al mobipunten. Er is echter geen herkenbaarheid van het concept, zowel voor stadsplanners, als gebruikers. Het concept een naam geven met een duidelijk herkenbaar beeld en logo dat in heel Vlaanderen gebruikt wordt, moet leiden tot toename van de kwaliteit, gebruik en versnelde invoering. Het logo is een ‘pointer’ en verbindt zo de fysieke en de digitale wereld.
Er werd verder een standaard voor de zuil ontwikkeld, zodat deze ook voor alle eindgebruikers overal in Vlaanderen herkenbaar is. Er werd zowel een analoge als digitale zuil ontwikkeld.

### Hoppinpunt
Hoppin is het Vlaams mobiliteitsmerk dat de verschillende mobiliteitsoplossingen van de basisbereikbaarheid bundelt. Het werd in juli 2020 voorgesteld door de Vlaamse minister van Mobiliteit. De mobipunten binnen Hoppin zullen worden aangeduid als Hoppinpunten.